# مزرعة أكراد
مزرعة أكراد هي قرية في مقاطعة كليبر، إيران. عدد سكان هذه القرية هو 80 في سنة 2006.